# Guduíno (duque)
Guduíno ou Guduim (em latim: Guduin) foi um oficial bizantino de possível origem lombarda do século VII, ativo durante o reinado do imperador Focas (r. 602–610). Quando é registrado é descrito como duque em Nápoles, sendo possivelmente duque da Campânia. Aparece em 603, quando foi destinatário de carta do papa Gregório I na qual o pontífice exigia punição exemplar para um soldado que violou uma freira. É possível, como supõe os autores da PIRT, que seja o oficial homônimo ativo no ano anterior.